# Operación Meteoro
La Operación Meteoro (también llamada La Operación M de las Colonias) es uno de los acontecimientos claves de la trama de la serie de anime Mobile Suit Gundam Wing.
Consiste en una estrategia desarrollada por ciudadanos rebeldes de las Colonias Espaciales para poder introducir los cinco Gundams a la Tierra, de manera secreta, en forma de simples  meteoros que ingresan a la atmósfera terrestre. Estando ya en la superficie terrestre, la misión de los 5 pilotos radica en destruir a la organización OZ (Organización del Zodíaco).

## El Plan Original
La Operación Meteoro "original", como se puso de manifiesto en la serie de OVAs El Vals Interminable, fue concebida por Dekim Barton, líder de la Fundación Barton y coordinada por Quinze, con el fin de eliminar la opresión que la Alianza Unida de la Esfera Terrestre imponía en las colonias espaciales y establecer a la Fundación Barton como la gobernante de la Tierra. 
El plan implicaba la utilización de una colonia espacial. Dicha colonia sería sacada de su punto Lagrange, y caería hacia la Tierra, donde podría causar una extinción masiva en el momento del impacto. Al mismo tiempo, se adaptarían cinco Mobile Suits (Trajes Móviles) con aleación de gundamio. Estos serían enviados a la Tierra para tomar el control en medio del caos ocasionado tras la caída de la Colonia. Los cinco Gundams, como fueron bautizados, serían pilotados por jóvenes especialmente capacitados para la operación, siendo uno de ellos Trowa, hijo de Dekim Barton. 
Se calcula que 3 mil millones de personas habrían muerto a causa del impacto; estando incluidos los habitantes de la colonia utilizada para la ejecución de la Operación Meteoro.

## Gundam Wing
Según lo establecido en la serie de OVAs El Vals Interminable, los 5 científicos estaban en desacuerdo con el método y la intención de la Operación Meteoro "original". Ellos conspiraron para desafiar a Dekim Barton y orientar los esfuerzos de los cinco Gundams contra OZ. 
Al destruir a OZ, que proveía de MS a la Alianza Unida de la Esfera Terrestre, podrían comenzar las negociaciones de paz entre la Alianza y las colonias espaciales.
3 de los pilotos Gundam -Heero Yuy, Duo Maxwell y Quatre Raberba Winner- aceptaron el cambio en el plan voluntariamente. 
En una de las colonias espaciales del punto L1, el Dr. J prepara el despegue del joven piloto escogido para comandar el Wing Gundam, y le otorga el nombre código de Heero Yuy. El Dr. J le explica los detalles de la Operación Meteoro "original" y el de por qué deben despegar de inmediato sin el consentimiento de los líderes rebeldes de las colonias espaciales. 
A bordo de una nave del Grupo de Barrenderos, Duo Maxwell decide que no puede participar en algo tan violento cómo masacrar a la población de la Tierra, para lo cual decide destruir el Deathscythe Gundam y matar al Professor G. Sin embargo, este logra convencerlo de que no debe destruir una obra de arte como el Deathscythe Gundam; en lugar de eso le sugiere que lo "robe" para destruir a OZ y a la Alianza. Duo acepta, y el profesor G le aconseja que al llegar a la Tierra busque ayuda en el océano Pacífico con un hombre llamado Howard.
En la colonia X-18999 del punto L3, el ingeniero a cargo de diseñar el Heavyarms Gundam, el Doktor S, discute con Trowa Barton, hijo de Dekim Barton, sobre la Operación Meteoro. Trowa decide alertar a su padre sobre el complot que se realizaba para sabotear la Operación Meteoro, pero es asesinado por el asistente del Doktor S. Un joven mercenario sin nombre que trabajaba como mecánico en el Gundam Heavyarms es testigo de los hechos. Confesando que no le interesaba gobernar la Tierra, el mercenario se ofrece de voluntario. El Doktor S bautiza al mercenario como Trowa Barton y le entrega el Gundam Heavyarms. 
En una de las colonias del punto L4, Quatre Raberba Winner y el Instructor H completan la construcción del Sandrock Gundam. Las instrucciones finales de la Operación Meteoro llegan, pero el Instructor H destruye la pantalla y le dice a Quatre que haga lo que dicte su conciencia. Quatre decide ir personalmente a la Tierra a bordo del Sandrock, contra las órdenes de su padre. 
En la colonia A-0206 del punto L5, Wufei Chang descubre los planes de Ron Shirin, uno de los líderes rebeldes de las Colonias Espaciales, para dejar caer una colonia espacial a la Tierra, como parte de la Operación Meteoro original. Desaprobando semejante carnicería, y cualquier plan de destrucción masiva, Wufei toma el Shenlong Gundam y se dirige a la Tierra para luchar por la justicia que él cree correcta.
Durante el transcurso de la serie, la relación política entre la Tierra y las colonias espaciales fue cambiando, lo que dejó desfasada a la Operación Meteoro.
- Datos: Q288310
- Multimedia: Shibi (roof tile) / Q288310